# 鵝媽媽

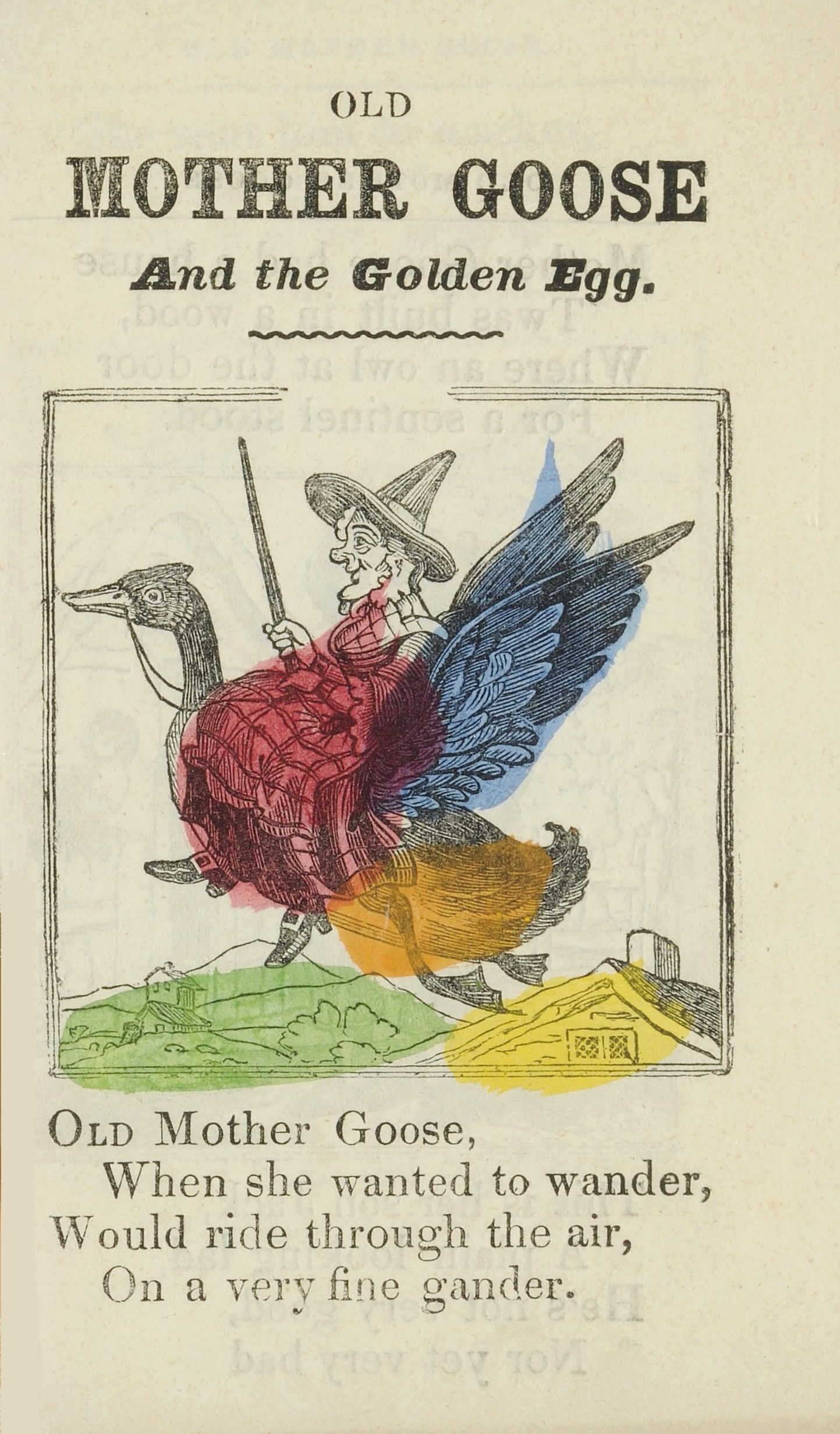
該角色在約1860年代或稍後時期在英語世界的圖畫形象案例。

鵝媽媽（法語：Ma Mère l'Oye；英語：Mother Goose；德語：Mutter Gans）是個起源於兒童虛構故事的人物，是法國童話集和後來的英國童謠的想像作者。 她也出現在一首歌曲中，該歌曲的第一節現在經常被用作童謠。 她也出現在一部可追溯至1806年的啞劇中。 夏爾·佩羅的《鵝媽媽的故事》被認為是英國文學中有關內容的主要來源。

## 起源
Katherine Elwes Thomas 認為該角色的形象可能來自勃艮第的貝兒塔，她被描述為經常編造出使兒童著迷的故事。 波士頓地區有關故事查無書面證據，而被研究者認為是出於編造。 晚近，該角色不指涉任何特定人士的看法被廣泛接受。